# Santo Estêvão (Tavira)
Santo Estêvão é uma localidade portuguesa do Município de Tavira que foi sede da extinta Freguesia de Santo Estêvão, freguesia que tinha 26,36 km² de área, 1 180 habitantes (2011) e, por isso, uma densidade populacional de 44,8 hab/km², o que lhe permite ser classificada como uma Área de Baixa Densidade (portaria 1467-A/2001). 
A Freguesia de Santo Estêvão, cuja origem remonta a 1597, foi extinta com a reorganização administrativa de 2012, tendo sido agregada à Freguesia de Luz de Tavira pata criar a União das Freguesias de Luz de Tavira e Santo Estêvão.
Santo Estêvão fica situada a cerca de 6 km a oeste da cidade de Tavira, numa zona barrocal, e a sua principal actividade é a agricultura, predominando os amendoais, os olivais e a vinha.
Os principais sítios desta antiga freguesia são Asseca (partilhado pelas freguesias de Santa Maria e Santiago), Estiramanténs, Igreja, Malhão, Monte Agudo, Poço do Vale e Sinagoga.

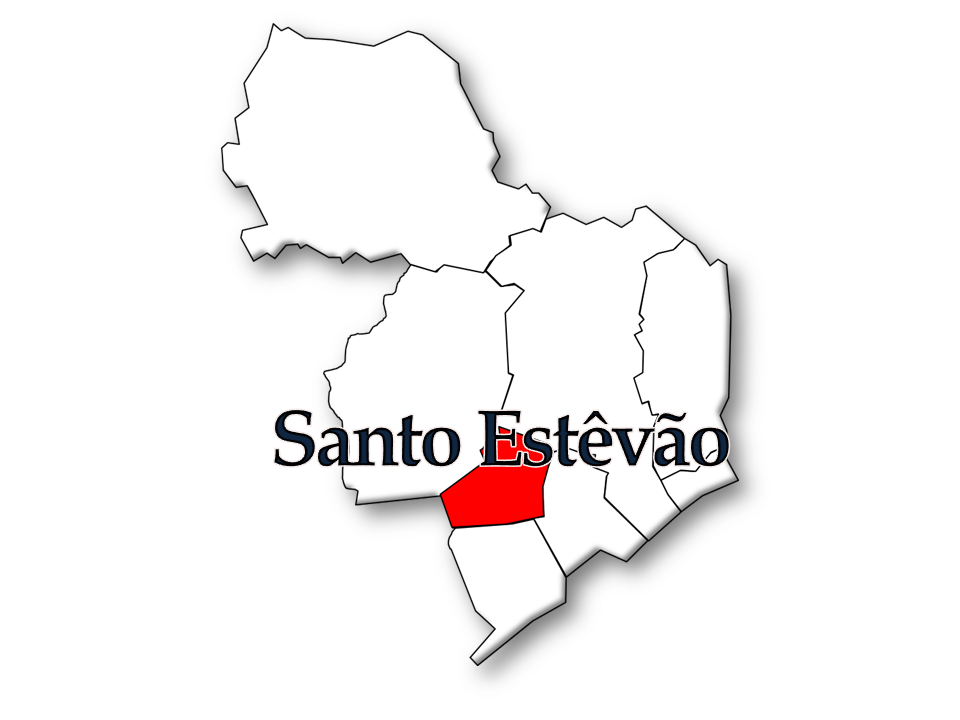
Localização da antiga freguesia de Santo Estêvão no Município de Tavira

## População

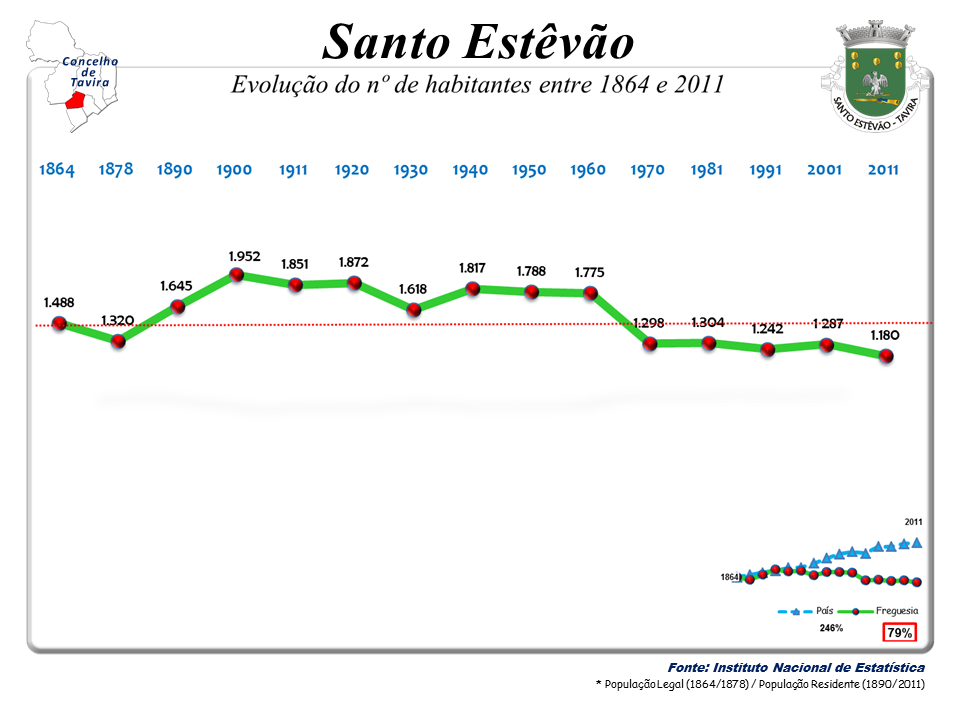
Evolução da População 1864 / 2011

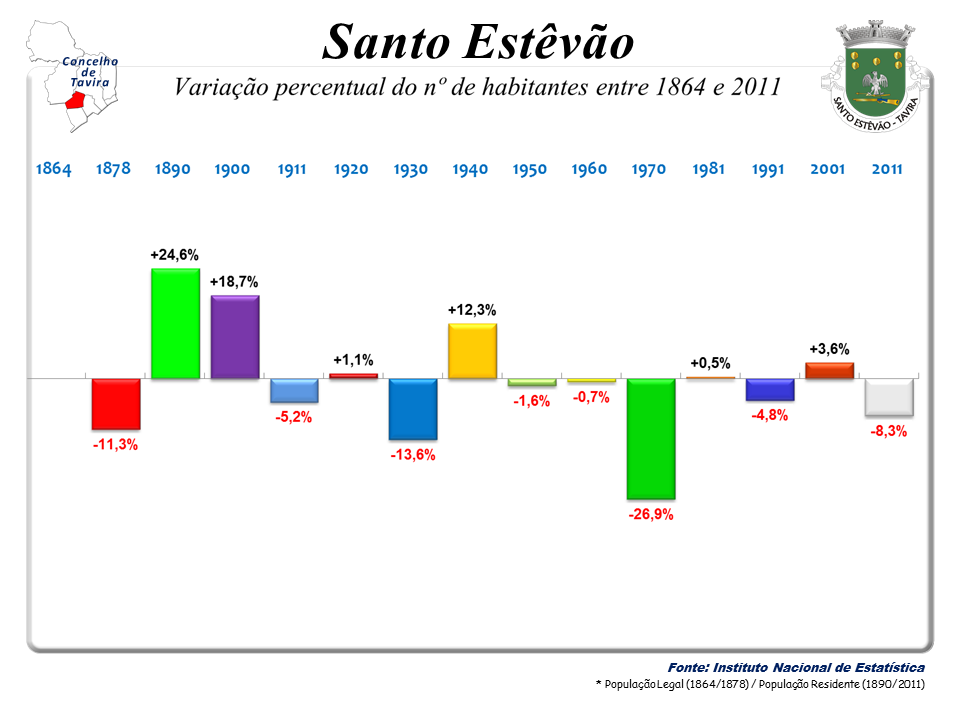
Variação da População 1864 / 2011

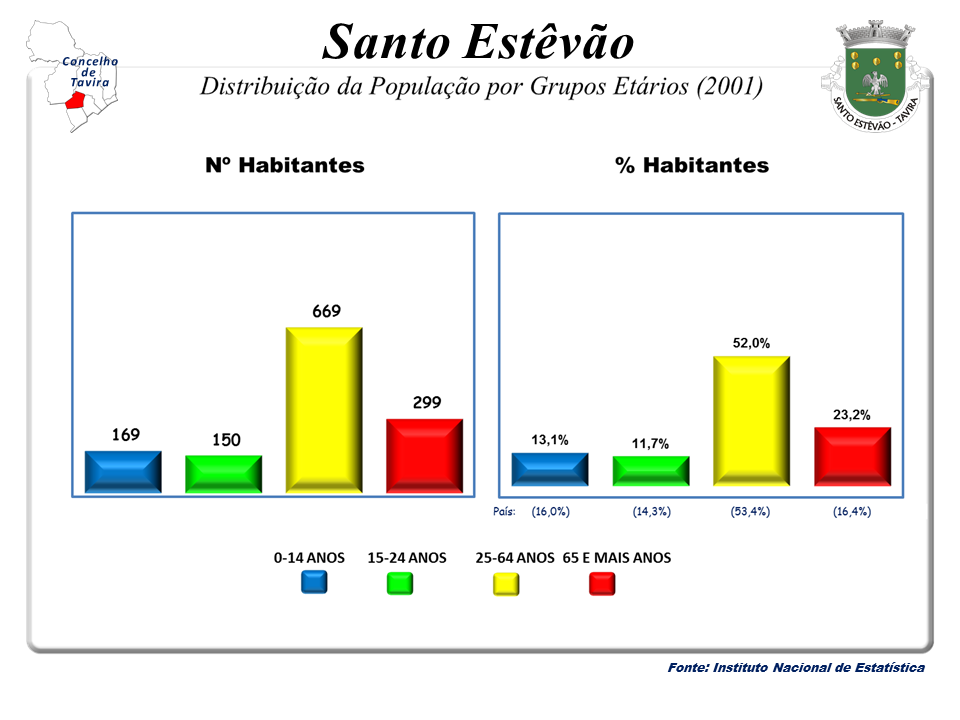
A População em 2001

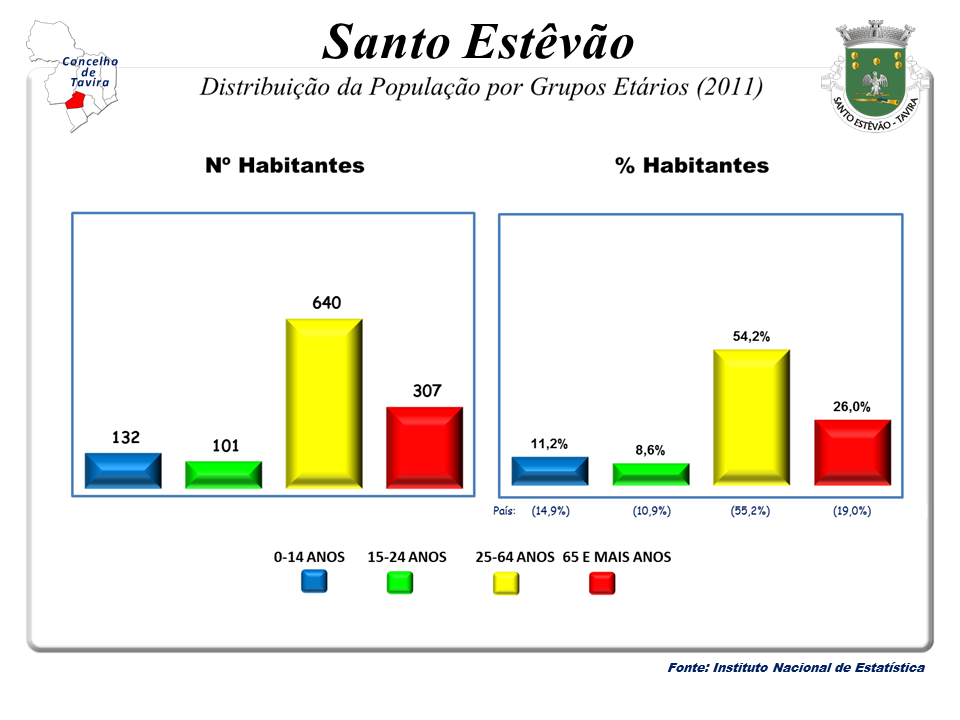
A População em 2011

| População da freguesia de Santo Estêvão | População da freguesia de Santo Estêvão | População da freguesia de Santo Estêvão | População da freguesia de Santo Estêvão | População da freguesia de Santo Estêvão | População da freguesia de Santo Estêvão | População da freguesia de Santo Estêvão | População da freguesia de Santo Estêvão | População da freguesia de Santo Estêvão | População da freguesia de Santo Estêvão | População da freguesia de Santo Estêvão | População da freguesia de Santo Estêvão | População da freguesia de Santo Estêvão | População da freguesia de Santo Estêvão | População da freguesia de Santo Estêvão |
| --------------------------------------- | --------------------------------------- | --------------------------------------- | --------------------------------------- | --------------------------------------- | --------------------------------------- | --------------------------------------- | --------------------------------------- | --------------------------------------- | --------------------------------------- | --------------------------------------- | --------------------------------------- | --------------------------------------- | --------------------------------------- | --------------------------------------- |
| 1864                                    | 1878                                    | 1890                                    | 1900                                    | 1911                                    | 1920                                    | 1930                                    | 1940                                    | 1950                                    | 1960                                    | 1970                                    | 1981                                    | 1991                                    | 2001                                    | 2011                                    |
| 1 488                                   | 1 320                                   | 1 645                                   | 1 952                                   | 1 851                                   | 1 872                                   | 1 618                                   | 1 817                                   | 1 788                                   | 1 775                                   | 1 298                                   | 1 304                                   | 1 242                                   | 1 287                                   | 1 180                                   |

; 
;                
;

## Património
- Igreja Matriz de Santo Estêvão
- Pego do Inferno
- Moinhos da Rocha